# Guarnición de Ejército Río Gallegos
La Guarnición de Ejército (Guar Ej) «Río Gallegos» es la base más austral del Ejército Argentino. Se localiza en la ciudad homónima y capital de la provincia de Santa Cruz.
La Guarnición está constituida por el edificio del Comando de XI Brigada Mecanizada, del Regimiento de Infantería Mecanizado 24, de la Compañía de Comunicaciones Mecanizada 11, de la Base de Apoyo Logístico «Río Gallegos», el Hospital Militar Río Gallegos y los casinos de oficiales y suboficiales.
La Guarnición normalmente comparte las fiestas patrias con la comunidad local. También recibe visitas de unidades del vecino Ejército de Chile.

## Historia
Antes de la creación de la Agrupación «Santa Cruz» el 7 de febrero de 1979, en Río Gallegos estaban basados el Regimiento de Infantería Mecanizado 24 y el Batallón de Ingenieros de Combate 181. También estuvo allí basado el Destacamento de Inteligencia 184.

### Malvinas
Durante la guerra de las Malvinas, se recibieron visitas en gesto de solidaridad con los conscriptos por parte de dirigentes del Partido Justicialista, a instancias de Deolindo Bittel.

## Composición
| Unidades de la Guar Ej Río Gallegos                                       | Abreviatura      |
| ------------------------------------------------------------------------- | ---------------- |
| Comando de XI Brigada Mecanizada «Brigadier General Juan Manuel de Rosas» | Cdo Br Mec XI    |
| Regimiento de Infantería Mecanizado 24 «General Jerónimo Costa»           | RI Mec 24        |
| Compañía de Comunicaciones Mecanizada 11                                  | Ca Com Mec 11    |
| Base de Apoyo Logístico «Río Gallegos»                                    | BAL Río Gallegos |
| Hospital Militar Río Gallegos                                             | HMRG             |